# Asunción Molinos Gordo
Asunción Molinos Gordo (nacida en Guzmán, Burgos, España en 1979) es una artista conceptual e investigadora cultural española. 
En su práctica artística cuestiona las categorías que definen la 'innovación' en el discurso dominante actual, explorando las diferentes formas de dominación intelectual desde lo urbano a lo rural. Trabaja desde una perspectiva fuertemente influida por los métodos de disciplinas como la antropología, la sociología y los estudios culturales.
El principal foco de su obra es el campesinado contemporáneo. Su entendimiento de la figura del agricultor pequeño o mediano no se ciñe solo a la de productor alimenticio sino también a la de agente cultural, responsable tanto de perpetuar el saber tradicional como de generar una nueva pericia para enfrentar los retos actuales. 
Ha producido obra que reflexiona sobre el uso de la tierra, la arquitectura nómada, las huelgas de los campesinos, la burocracia sobre el territorio, la transformación del trabajo rural, la biotecnología y el comercio internacional de alimentos. 

## Biografía

### Primeros años
Nacida en el seno de una familia de agricultores de la cuenca del río Duero, es la primera persona de su casa con formación universitaria. Los primeros años de su vida transcurren en el pueblo de Guzmán, donde conoce de primera mano las consecuencias de la Revolución Verde, la industrialización de la agricultura y mecanización de los trabajos agrarios. Durante su niñez es testigo directo del éxodo rural, lo que hace que desde joven desarrolle una fuerte conciencia de pertenecer a una cultura interrumpida y en vías de extinción.  
Con 16 años se muda a la ciudad de Madrid, donde entra en contacto por primera vez con el arte contemporáneo y tiene acceso a museos de arte y salas de exposiciones.

### Formación y carrera
Se licencia en la Facultad de Bellas Artes de la Universidad Complutense de Madrid en el 2003, donde también realizó el máster en Teoría y Práctica de las Artes Plásticas Contemporáneas en el 2006. Se forma en Antropología cultural en la UNED durante los años 2007, 2008 y 2009, al mismo tiempo que trabaja para la empresa de producción de arte y recuperación de patrimonio cultural Factum Arte.
De la mano de la artista egipcia-libanesa Lara Baladi llega a Egipto en febrero del 2010. Con el apoyo de The Townhouse Gallery, se muda a la ciudad de El Cairo, lo cual supone un punto de inflexión ya que tiene la oportunidad de dedicarse en exclusiva a la investigación continuada sobre de las cultura campesina egipcia, una de las más antiguas y ricas del mundo. En sus pesquisas tiene la suerte de coincidir con el geógrafo tunecino Habib Ayeb, a través de quien conoce el trabajo de la Vía Campesina y su lucha por la Soberanía alimentaria.
El resultado de su investigación se traduce en su proyecto WAM (World Agriculture Museum o ‘Museo Agrícola Mundial’) cuyo cierre estaba programado para el 25 de enero del 2011, momento en que estalla la Revolución egipcia.

## Trayectoria artística
En su práctica artística Asunción Molinos Gordo se ayuda en gran medida de la teoría decolonial para entender las relaciones campo-ciudad y desbrozar las formas de dominación directa, política, social e intelectual que establece lo urbano sobre lo rural. 
Su trabajo está fuertemente influido por disciplinas como la antropología, la sociología y los estudios culturales a través de los cuales ha aprendido a cuestionar las categorías que definen 'innovación', 'progreso' y 'desarrollo'.
Llevada por un fuerte deseo de compartir la riqueza de la cultura campesina, utiliza la instalación, la fotografía, el video, y otros medios para aumentar los espacios de visibilización de la producción cultural de las sociedades rurales y destruir los límites que la mantienen invisible y marginada.
En la feria de ARCO 2023 el Ministerio de Cultura y Deporte compró 26 obras de 18 artistas para el Museo Reina Sofía, siendo una de ellas de Asunción Molinos Gordo, la obra denominada  ¡Cuánto río allá arriba! 2021 Cerámica esmaltada, hierro.

### Exposiciones individuales
- 2024: Déja Vécu, Lo ya vivido, CA2M, Centro de Arte Dos de Mayo, Madrid, España. https://ca2m.org/exposiciones/asuncion-molinos-gordo-deja-vecu-lo-ya-vivido
- 2022: ¡Cuánto río allá arriba! Travesía Cuatro, Guadalajara, MX. https://travesiacuatro.com/exposicion/cuanto-rio-alla-arriba-3/
- 2021: Kunstverein Springhornhof, Alemania. ¡Cuánto río allá arriba! Travesía Cuatro, Madrid, Spain. https://travesiacuatro.com/exposicion/cuanto-rio-alla-arriba/
- 2021: Barruntaremos, st_age, TBA21 | Thyssen Bornemisza Art Contemporary, pieza comisariada por Soledad Gutiérrez (online) https://tba21.org/Barruntaremos
- 2020: Como solíamos, IVAM Institut Valencià d’Art Modern, comisariada por Sandra Moros, Valencia, España. https://ivam.es/es/exposiciones/como-soliamos/
- 2020: IN TRANSIT: Botany of a Journey, Jameel Arts Centre, 2020 Artist Garden Commission, comisariado por Dawn Ross y Nadine El Khoury, Dubái, Emiratos Árabes Unidos.[3]
- 2019: Accumulation by Dispossession, Delfina Foundation, The Politics of Food, Londres, Reino Unido.[4]
- 2018: El Santísimo, CAB de Burgos, España
- 2017: Hambre, Un Objeto Hecho por el Hombre, MAZ Museo de Arte Zapopan, Zapopan, Jalisco, México
- 2017: Description de L’Égypte. Travesía Cuatro, Madrid, España[5]
- 2015: The Holiest. Travesía Cuatro, Art Basel Miami Beach, Estados Unidos
- 2014: Hambre, Un Objeto Hecho por el Hombre. PhotoEspaña, Travesía Cuatro, Madrid, España
- 2012: El Matam El Mish-masry (The Non-Egyptian Restaurant). Artellewa, El Cairo, Egipto
- 2010: World Agriculture Museum (WAM). The Townhouse Gallery, El Cairo, Egipto
- 2008: Untitled 1 (Chozos de Pastor), Nomad architecture intervention. Guzmán, España
- 2005: Ciudades 2099, Madrid. La Fábrica, Madrid, España
- 2004: Ciudades 04, London. Colchester Arts Centre, Saint Martin’s Church, Reino Unido

### Exposiciones colectivas
- 2025: Soil, The world at our feet, Somerset House, Londres, Reino Unido
- 2024: Gabinete en disolución, 12ª Bienal Lanzarote, Lanzarote, España
- 2024: Pan y circo, arte y alimentación, Centro de Cultura Antiguo de Gijón, Asturias, España
- 2024: La lluvia no viene del cielo, Volumen 3, Collegium, Arévalo, España
- 2024: Hors Pistes 8º Edición, Nuevas ruralodades, Museo Pompidou, Málaga
- 2024: Presentiments, El Paso, L-Gallery, universidad de Texas, Estados Unidos
- 2024: Artistes et paysans, Battre la campagne , Museo Les Abattoirs, Toulouse, Francia
- 2024: Matter Of Art Biennal, Praga, República Checa
- 2024: Escena I. Hacer Paisaje. Colección, IVAM, Instituto Valenciano de Arte Moderno, Valencia, España
- 2023: Mediterráneo, un mar redondo, Pabellón del Mediterráneo, ARCO, Madrid, España.
- 2023: Bienal de Helsinki, Helsinki, Finlandía
- 2023: Remedios, TBA21, CA3, Córdoba, España
- 2023: Tácticas Barrocas, Museo Lope de Vega, Madrid, España
- 2022: An Ocean in Every Drop, Jameel Art Centre, Dubai, Emiratos Árabes
- 2022: Memorias Cruzadas, Fundación Suñol, Barcelona, España
- 2022: Dulce Agua, CentroCentro, Madrid, España
- 2022: Abundant Futures, TBA21 20th Anniversary, C3A, Córdoba, España
- 2022: Pan y Circo. Sala Amos Salvador, Logroño, Rioja, España
- 2022: Travelling Gallery: What’s for Tea? BALTIC Centre for Contemporary Art, Gateshead, Reino Unido
- 2021: La Puntada Subversiva, Centre Grau-Garriga, Sant Cugat del Vallès, Cataluña
- 2021: Hummings, KØS Museum, Køge, Dinamarca,
- 2021: 15 Bienal de Cuenca, Cuenca, Ecuador
- 2021:  St_age TBA21, Exposición Virtual
- 2021: Thinking Food Futures, Residency Unlimited, Nueva York, Exposición Virtual
- 2021: Staples, Hayy Jameel, Yeda, Arabia Saudí
- 2021: Overview Effect, Museo de Arte Contemporáneo de Belgrado, Belgrado, Serbia
- 2021: From the Mundane World, Museo HE, Guangdong Foshan, China
- 2020: Colección XVIII: Textil, CA2M Madrid, España
- 2020: Cinco itinerarios con un punto de vista. MUSAC, León, España
- 2020: Desorientalismos. Centro Andaluz de Arte Contemporáneo, Sevilla, España
- 2019: La medida de las cosas. Fundación Cerezales Antonino y Cinia, Cerezales del Condado, España
- 2019: De Campesino a Campesino. XIII Bienal de La Habana, La Construcción de lo Posible, La Habana, Cuba
- 2019: Food, bigger that the plate. V&A Museum, Londres, Reino Unido
- 2019: Otros Campos. CDAN, Huesca, España
- 2019: Crear Sin Prisa. Tabacalera, Madrid, España
- 2018: Submerged, on rivers and their interrupted flow. Contemporary Image Collective (CIC), ElCairo, Egipto
- 2018: Cuando los animales hablaban con los humanos, Juan canela, Travesía Cuatro, Madrid, España
- 2017: Cartografías Líquidas, Museo Carrillo Gil, México DF, Mexico and Museum Artium, Vitoria, España
- 2017: Correlaciones, Centro de Holografía y Artes Dados Negros, Villanueva de los Infantes, España
- 2017: Forms of Action, CCA-Glasgow, Glasgow, Escocia, Reino Unido
- 2017: Festival of Political Photography, Finnish Museum of Photography, Helsinki, Finlandia
- 2016: Fotograf Festival, Tranzit Display, Praga, República Checa
- 2016: Let Us Cultivate Our Garden. Cappadox Festival, Let Us Cultivate Our Garden, Uchisar, Turquía
- 2016: The Empire Remains Shop, ERS, London, Reino Unido
- 2016: Alive in the Dead Sea, Darat Al Funun, Amán, Jordania
- 2015: Sharjah Biennial 12, The Past, the present and the possible, Sharjah Art Foundation, EAU
- 2015: Primary Sector, MUSAC, León, España
- 2015: Mutis, mutare, Matadero Madrid, España
- 2015: Objeto Frontera, CA2M Madrid, España
- 2014: The Politics of Food, Delfina Foundation, Londres, Reino Unido
- 2013: Hiwar, Conversation in Amman, Darat al Funun, Amán, Jordania
- 2013: A la sombre del árbol. Otro Arte, Palacio de Quintanar, Segovia. España
- 2013: Generación 2013, La Casa Encendida. Madrid, España
- 2013: Campo Adentro, Matadero, Madrid, España
- 2011: The Museum Show, ARNOLFINI, Bristol, Reino Unido

## Premios y reconocimientos
- 2024: Premio Cervezas Alhambra Arte Emergente, La artesanía y la creación, Málaga, España
- 2022: REISESTIPENDIUM Europe in Lower Saxony, Alemania
- 2020: Premio ART Situations, ARCO Madrid 2020
- 2019: Premio ARCO Comunidad de Madrid, Madrid, España
- 2019: Premio Cervezas Alhambra Arte Emergente ARCO, Finalista,
- 2019: Ayudas PICE a la Movilidad, Acción Cultural Española AC/E[6]
- 2019: Premio ARCO Comunidad de Madrid, ARCO, Madrid, España[7]
- 2018: Premio Arte Sostenible Solán de Cabras en ARCO, Madrid, España[8]
- 2015: Premio Bienal de Sharjah. Sharjah, EAU
- 2012: Primer Premio, Caja Madrid Art Award, Generaciones 2013, Madrid, España
- 2010: Beca de producción, Embajada de España en El Cairo, Egipto
- 2010: Beca de producción, Matadero Madrid, Madrid, España

## Residencias
- 2025: La Panera, Barcelona, España.
- 2023: Museo Wolf Vostell Malpartida, España
- 2022: Kunstverein Springhornhof, Neuenkirchen, Alemania.
- 2022: Fundación Montenmedio, Vejer de la Frontera, España
- 2021: FelipaManuela, Madrid, España
- 2021: Residencia del Buen Vivir, Muturbeltz, Karrantza, País Vasco, España
- 2018: Contemporary Image Collective CIC, El Cairo, Egipto
- 2018: Wonder/Wander, Spring Sessions, Jordania
- 2018: CCA Glasgow, Glasgow, Escocia, Reino Unido
- 2018: Nieuw Dakota], Ámsterdam, Países Bajos
- 2017: PAOS Museo Taller José Clemente Orozco, Guadalajara, México
- 2017: Nieuw Dakota, Ámsterdam, Países Bajos
- 2016: SSW Scottish Sculpture Workshop, Lumsden, Escocia, Reino Unido
- 2016: Meetfactory, Prague, República Checa
- 2015: El Ranchito. Matadero Madrid, Madrid, España
- 2014: The Politics of Food, Delfina Foundation, Londres, Reino Unido
- 2013: Darat Al Funun, Amán, Jordania
- 2012: Campo Adentro - Inland. Interregional, España
- 2011: Nau Coclea Art Centre, Camallera, Gerona, España
- 2010: The Townhouse Gallery, El Cairo, Egipto

## Conferencias y talleres
- 2024: Cultivar el agua, junto a Carlos Monleón, Sant Boi, Barcelona
- 2024: Global Art Forum 17: "Whether or not” Curada por Nadine El-Khoury. Dubai, Emiratos Árabes
- 2024: “Art Living a Lab for Sustainability”, Medianción por Natalia Balseiro, Montes de Couso,, Pontevedra, España
- 2022: Bajo El Sol junto a Munir Fasheh, Travesía Cuatro, Online
- 2020: Conversaciones Festival Off, PhotoEspaña2020 junto a Elvira Dyangani Ose, Online
- 2020: Vegetal Humanities, Harvard University, Department of History of Art and Architecture
- 2020: Digital Forays:Archives & Activation. Kevorkian Center for Near Eastern Studies, NYU
- 2019: Escuelaboratorio 2019: Arte, comunidad y territorio, Fundación Entretantos, Sedano, Burgos, España
- 2019: What is in a name?. Art_Catalyst, Londres, Reino Unido
- 2018: Oficina de arqueología imaginaria, La Casa Encendida, Madrid, España
- 2017: Post Food, Stoa gallery, Helsinki, Finlandia
- 2016: Cultural Sovereignty, CCA-Glasgow, Glasgow, Scotland, Reino Unido
- 2016: Socially Engaged Art Practices, CCA-Glasgow, Glasgow, Escocia, Reino Unido
- 2016: Cultural Sovereignty, MPDL, Donostia/San Sebastián, España
- 2015: Peasant Thinking, Spring Sessions, Amán, Jordania
- 2015: Rural in action, Vessel, Bari, Italia
- 2014: YAYA Awards Jury member, Qattan Foundation, Ramallah, Palestina
- 2014: On Museums, Moscow Curatorial Summer School. V-A-C Foundation, Moscú, Rusia
- 2014: The Culinary Turn Symposium. SOAS (School of Oriental & African Studies) University of London, Londres, Reino Unido[9]
- 2014: World Agriculture Museum lecture. Casa Árabe, Madrid, España
- 2013: Camera, as a tool for social interaction. CIC (Contemporary Image Collective) El Cairo, Egipto